# TV Party
TV Party – czwarty singel zespołu Black Flag. Został wydany w lipcu 1982 roku przez firmę SST Records.

## Lista utworów
1. TV Party
2. I've Got to Run
3. My Rules

## Skład
- Henry Rollins – wokal
- Greg Ginn – gitara
- Dez Cadena – gitara
- Chuck Dukowski – gitara basowa
- Emil Johnson – perkusja
- Ed Barton – producent